# Frauenbuch
Das Frauenbuch (mittelhochdeutsch Der Vrouwen Buoch; auch: Itwitz, Ytwitz) wurde um 1257 von Ulrich von Liechtenstein verfasst. Es ist ursprünglich auf Mittelhochdeutsch in Reimpaarversen geschrieben und lässt sich literarisch als Minnerede klassifizieren. Der Text ist in frühneuhochdeutscher Sprachform ausschließlich im Ambraser Heldenbuch überliefert, heute in Wien (Österreichische Nationalbibliothek). Diese Handschrift, die Werke des 12. und 13. Jh. enthält, wurde 1504 von König Maximilian I. in Auftrag gegeben.

## Aufbau
Das Frauenbuch beschreibt einen Dialog zwischen einer adligen Dame und einem Ritter, den der Erzähler wiedergibt. Der Dialog ist in einen Prolog und Epilog des Dichters eingebettet, in denen dieser die Frauen preist und das Buch seiner Herrin widmet. Das Werk ist durchgängig in Paarreimen verfasst und 2134 Verse lang.

## Inhalt
Während sich Dame und Ritter zuerst höflich unterhalten, kommt es bald zu einem Streit, in dem sie dem jeweils anderen Geschlecht Vorhaltungen machen. Sie werfen einander vor, nicht mehr freundlich genug miteinander umzugehen, kein Interesse mehr am anderen Geschlecht zu zeigen und so den hohen muot ("freudige Gesinnung") am Hof zu verhindern. Die Frau stellt die Männer als spöttische, prahlerische Trinker dar. Im Gegenzug wirft der Ritter den Frauen vor, sie versteckten Lebensmut und Freude und gäben ihre Liebe nur noch gegen Geld oder Geschenke. Ab der Hälfte des Dialogs beruhigt sich die Stimmung, der Streit ist soweit beendet, allerdings wurde keine Lösung gefunden. Der Ritter versucht nun, der Frau Ratschläge zu erteilen, wie sie leben könne, ohne zum Gespött zu werden. Der Dichter tritt anschließend zu den beiden und entscheidet den Streit zugunsten der Frauen.
Während der Prolog und der Epilog eine funktionierende, höfische Gesellschaft beschreiben, in der die Minne, Freude und Ehre zentral sind, thematisiert der Dialog, dass die Realität von diesen Idealen abweicht. Interessant ist, dass in dem Werk auch das damalige Tabuthema der männlichen Homosexualität Erwähnung findet – in deutlich abwertender Form und eingebettet in eine Klage, dass diese Sünde nicht mehr gebührend bestraft werde.

### Textprobe
Nachdem im Frauenbuch der Mann der Dame vorgeworfen hat, das weibliche Geschlecht würde ihre Liebe, Ehre und den Körper nur noch gegen Gaben und Geld anbieten, wehrt sich diese und wirft nun ihrerseits dem Mann sexuelle Ungehörigkeiten vor. Dabei lässt der Beginn der Rede bereits erahnen, wie unangenehm ihr dieses Thema ist und wie sehr sie sich allein für das Aussprechen der Worte schämt.
| Originaltext | Übersetzung |
| --- | --- |
| Daz ich iu nû antwurten sol, daz tuot mir anders danne wol. jâ muoz ich diu wort sprechen, diu mir mîn herze brechen möhten hie sô an der stunt und diu nimmer vrouwen munt geprechen solte, daz ist wâr. si hellent alsô swachlîchen gar, daz si den luft verswachent und mich ouch schamerôt machent. ir sprechent sô, daz nû diu wîp veile haben minne, êre und lîp. nû sult ir mich ouch wizzen lân: stât daz wol, daz nû die man mit ein ander daz begânt, des vogel noch tier niht willen hânt und alle crêatiure dunket ungehiure? ir wizzent wol, waz ich meine. ez ist sô gar unreine, daz ich sîn niht gennenen getar. ir leben ist vervluochet gar. sprechet, ob daz sî missetât, daz man mit manne daz begât, dâ got iu zuo geschuof diu wîp? vervlouchet immer sî sîn lîp, der sich der sêle alsô bewiget, daz er sô swacher dinge pfliget, daz ein ungezogner munt mit worten ungerne machet kunt. | Was ich Euch jetzt antworten muß, ist mir alles andere als angenehm. Ich muss jetzt Worte aussprechen, die mir auf der Stelle das Herz brechen könnten und die eine Dame wirklich niemals in den Mund nehmen sollte. Sie sind so abscheulich, daß sie die Luft verpesten und mich auch schamrot werden lassen. Ihr sagt, daß die Damen jetzt Liebe, Ehre und Körper feilbieten. Jetzt sollt Ihr mir bitte erklären: Ist es richtig, daß jetzt die Männer das miteinander tun, was weder Vögel noch Tiere miteinander treiben und alle Kreaturen als schrecklich ansehen? Ihr wißt wohl, was ich meine. Es ist so ganz und gar unrein, daß ich es nicht einmal auszusprechen wage. Ihr Leben ist völlig verflucht. Sagt, ob das eine Sünde ist, daß ein Mann das mit einem anderen Mann tut, wozu Gott Euch die Frauen schuf? Verflucht sei für immer der, der seine Seele so vergißt, daß er solche abscheulichen Sachen macht, die (sogar) ein schlechterzogener Mund nur ungerne zur Sprache bringt. |

Ulrich von Liechtenstein, Frauenbuch, V. 637 – 666.

## Überlieferungsgeschichte
Das Frauenbuch ist nur im Ambraser Heldenbuch überliefert, es existiert kein anderer Überlieferungszweig. Das Frauenbuch ist Stück 21 der Handschrift, die 28 Spalten befinden sich auf den Blättern 220v – 225r.
Dem Frauenbuch voraus gehen vier Texte des Schwiegersohns Ulrichs, Herrand II. (Wildon), was die Frage nach einer spontanen Familienüberlieferung aufwirft, doch ist historisch nicht gesichert, wie das Frauenbuch seinen Weg in das Ambraser Heldenbuch gefunden hat. Dazu werden in der Forschung mehrere Möglichkeiten diskutiert.  Eine der diesbezüglichen Vermutungen besteht darin, dass sich die Vorlage dieses Werkes bereits im Besitz Maximilians I. befand. Auch die Eigeninitiative des Schreibers Hans Ried, der selbst darauf aufmerksam geworden sein könnte, wird als Möglichkeit genannt. Außerdem wäre es denkbar, dass das Frauenbuch in das Ambraser Heldenbuch aufgenommen wurde, da es sich im Besitz von Paul von Liechtenstein, der nicht mit Ulrich verwandt war, befand. Andere Quellen lassen vermuten, dass das Werk durch die Hilfe Ulrichs von Flädenitz seinen Weg in die Handschrift fand.

## Interpretationsansätze
Realität und Fiktion
Ausgehend von der didaktischen Komponente, die sich in der deutschen Minnelehre grundsätzlich eher an Männer richtet, stellt das Frauenbuch einen Sonderfall dar. Das zeigt sich nicht nur dadurch, dass sich der didaktische Teil des Werkes um das Verhalten der Frauen dreht, sondern auch, weil hier erstmals beide Geschlechter zu Wort kommen. Das Werk hinterfragt die Aspekte des höfischen Lebens und weist darauf hin, dass sich Minne und die Gepflogenheiten des öffentlichen Lebens manchmal interpretatorisch schwer auseinanderhalten lassen, da Liebe keine öffentliche, sondern eine rein persönliche Angelegenheit ist.
Die Mehrdeutigkeit zwischen Minne und Öffentlichkeit lässt Ulrich zwischen den beiden Gesprächspartnern immer mehr eskalieren, der Meinungsunterschied steigert sich bis ins Absurde. Dies wird vor allem auch im Vorwurf der Dame ersichtlich, Ritter wären alle homosexuell und würden den ganzen Tag mit ihren Freunden im Wald umher jagen. Die Rede der Frau zeigt dabei ein starkes Gegenbild zur idealen Vorstellung des höfischen Ritters, wie er in der Literatur dargestellt wird.
Diese Steigerung lässt sich kaum anders denn als Humor interpretieren, der dazu führen soll, über die überzeichnet dargestellten Mängel und Schwächen der beiden Geschlechter nachzudenken. Jedoch ist die Frage nach Realität und Fiktion der dargestellten Probleme zwischen Männern und Frauen nicht eindeutig zu beantworten.
Selbstdarstellung Ulrichs
Zu dem Zeitpunkt, als die Erzählerfigur Ulrich von Liechtenstein selbst zum Schiedsrichter des Streitgesprächs wird, ist dies eigentlich gar nicht mehr notwendig. Der Streit zwischen Ritter und Dame ist grundsätzlich beendet, sie beide sind sich in der (negativen) Beurteilung ihrer Zeit einig und auch darüber, dass Männer und Frauen gleichermaßen die Schuld daran tragen. Ulrich erlöst in dem Fall beide aus der Erstarrung ihres Streits, an dem sie keine Lösung mehr finden. Sein Einschreiten lässt somit Tendenzen zur Selbstdarstellung vermuten. Er präsentiert sich durchwegs ausgestattet mit viel Kompetenz, sei es als allwissender Berichterstatter oder als im Werk selbst handelnde Figur. Er zeigt dabei, dass er ein Mann ist, der die höfische Lebensweise kennt und praktiziert. Dies ist auch durch Ulrichs Anmerkung im Buch ersichtlich, die besagt, dass er dieses Werk im Auftrag seiner Minnedame verfasst habe und es damit Teil seines persönlichen Minnedienstes sei.
Frauenbuch und Frauendienst
In vielen Dingen spielt Ulrich im Frauenbuch auf Teile des Frauendienstes an. Hier stellt sich die Frage nach dem Zusammenhang der beiden Werke. Der Frauendienst beschreibt eine konkrete Lebensorientierung, während das Frauenbuch den Minnedienst nun auch theoretisch erörtert und ein allgemeines Nachdenken über das Leben beschreibt. Das Frauenbuch geht dabei insofern über den anderen Text hinaus, da es den Minnedienst generell zum Allheilmittel für die höfische Gesellschaft erklärt.